# Efrahim Kamberoğlu
Efrahim Kamberoğlu (bułg. Ефраим Камберов, Efraim Kamberow; ur. 30 lipca 1957) – bułgarski, a potem turecki zapaśnik walczący w stylu wolnym. Wicemistrz świata w 1981 i 1982; trzeci w 1983. Zdobył sześć medali na mistrzostwach Europy w latach 1981-1991. Młodzieżowy mistrz Europy w 1978 roku.